# Бой при Ангиста
Боят при Ангиста е битка между български и гръцки войски край едноименните река и село, състоял се на 9 и 10 май (22 – 23 май по нов стил) 1913 година. Това е най-мащабният въоръжен сблъсък между все още формалните съюзници България и Гърция, непосредствено преди Втората балканска война. Той завършва със стратегически неуспех на гърците, които са изтласкани далеч от съобщителните линии, свързващи българските войски в Македония и Тракия. Политическият резултат е допълнително влошаване на отношенията между София и Атина, допринесло за разрива на Балканския съюз и избухването на открита война на 16 юни същата година.

## Как се стига до сблъсъка
През октомври 1912 година, в хода на Първата балканска война, българи и гърци разгромяват с общи усилия османските войски в Източна Македония. Гръцката армия влиза в Солун, а българската остава на северните и източните му подстъпи. Още през декември двете страни влизат в спор за разпределянето на завзетите територии. Постепенно гръцките войскови части започват да изтлаксват малобройните български части и завземат територии на установеното Македонско военно губернаторство.

### Според българите
За да укрепи контрола си върху Солун, в началото на 1913 година гръцката армия се придвижва постепенно на север, като се възползва от факта, че повечето български войски са прехвърлени срещу османската армия в Галиполския полуостров. Спорадичните въоръжени инциденти прерастват на 20 февруари в голямо стълкновение при Нигрита, на река Струма. През април гръцки части дебаркират край Левтера, източно от Струма, оттам настъпват на север и принуждават българите да се оттеглят от Правища. Българска част е атакувана и при Съботско.
Със задачата да прокара разграничителна линия между двете страни е натоварена смесена комисия, но преговорите са неефективни и сблъсъците се увеличават. Опасявайки се да не изгуби пристанищния град Кавала, след примирието с османците на Чаталджанския и Булаирския фронт, българското командване прехвърля подкрепления в застрашения район.
В началото на май българската 2-ра армия постепенно заема позиции между Орфано и Дойран. На 7 май в Сяр, където е щабът на армията, е получена заповед от заместник-главнокомандващия генерал Михаил Савов. Инструкциите до командващия армията, генерал Никола Иванов, са да избягва провокации от гръцка страна, предвид несигурното дипломатическо положение, но да държи здраво и двата бряга на Струма. Това ще улесни в значителна степен българското настъпление, щом започне назряващата война. В същата телеграма от Иванов се изисква да завземе левия бряг на река Ангиста (Драматица) и да прикрие намиращия се наблизо участък от железницата Драма – Сяр.

### Според гърците
При преговорите за уреждане на конфликта гръцката страна отхвърля обвиненията, че нейни войски се инфилтрират в чужда територия и на свой ред обвинява българите, че правят тъкмо това с действията си в градчетата Гумендже и Съботско, северно от Енидже Вардар. Гърците претендират за района на планината Кушница, намиращ се между Орфано и Кавала, дотогава заселен предимно с турци и гърци с довода, че първи са го освободили от турците. Убедени, че българите ще се опитат да завладеят със сила оспорваната територия и да преговарят едва след това, гърците привличат подкрепления в района. Напредването на българските постове води до поредица от схватки в края на април (началото на май по нов стил) – 21 – 22 април при Палеохори край Правища, на 25 – 26 април при моста край Вълчища, на 27 април между Толян и Левтера, където гръцката страна дава десетки убити и ранени. Тези сблъсъци са последвани от временно примирие, но в нощта на 6 срещу 7 май българите прекосяват договорената граница и напредват към село Вълчища. Така се стига до решителен сблъсък.

## Развитие на бойните действия
На 8 май в района на мостовете Вълчища и Кючуккюпрю южно от жп станцията Чепелдже се завързва нова престрелка. След като командващият Сярската бригада отхвърля поканата да оттегли българската застава от района, рано сутринта на следващия ден 9 май гръцките войски преминават в настъпление към мостовете. От българска страна в боя вземат участие предимно новосформирани и слабо обучени части – един полк от Сярската бригада, 7-и допълващ полк и едно отделение от 7-и нескорострелен артилерийски полк. Съотношението на силите се променя решително в тяхна полза, когато в боя се включва 42-ри пехотен полк, начело с Тилю Колев, преминаващ инцидентно от Кавала през Ангиста за местоназначението си. Гръцките войски (в състав два полка, към които в хода на боя се присъединява и трети) са ударени във фланг и отхвърлени няколко километра на юг. До полунощ на 9 май българите достигат линията между връх Исар и Доксамбос на Тахинското езеро.

## Резултати
Опасявайки се, че гърци и сърби ще използват събитията край Ангиста като повод за нападение, на 10 май българският министър-председател Иван Евстратиев Гешов нарежда на генерал Савов да прекрати бойните действия. Съгласно предварителното си задание от генерал Иванов, частите на Сярската бригада спират настъплението си на изгодни за отбрана планински позиции. В резултат на боя и последвалото го примирие железопътната линия за Сяр е трайно обезопасена. Гръцкият премиер Елевтериос Венизелос използва инцидента при Ангиста, за да представи България пред големите европейски държави като агресор и да спечели по този начин дипломатическо предимство в спора за Солун.
По български дани в боя при Ангиста българите дават 28 убити, 130 ранени и 10 безследно изчезнали, а гърците – 107 убити и 550 ранени.